# كريس بيتر
كريس بيتر (بالبرتغالية: Cris Peter‏) هي فنانة قصص مصورة برازيلية، ولدت في 15 يونيو 1983 في بورتو أليغري في البرازيل.

## وصلات خارجية
- كريس بيتر على موقع IMDb (الإنجليزية)

- الموقع الرسمي